# Michael Buchheim
Michael Buchheim (n. 12 octombrie 1949, Schmölln, Republica Democrată Germană, Germania) este un trăgător de tir ce a reprezentat Germania, medaliat olimpic. A participat la o ediție a Jocurilor Olimpice (1972) în care a câștigat o medalie de bronz.

## Participări
Lista de mai jos prezintă principalele competiții la care a participat Michael Buchheim de-a lungul carierei.
- shooting at the 1972 Summer Olympics – skeet[*]